# ルーカス・クルーゼ
ルーカス・クルーゼ（Lukas Kruse、1983年7月9日 - ）はドイツ・パーダーボルン出身の元サッカー選手。ポジションはゴールキーパー。

## 経歴
パーダーボルンのユースクラブで育ち、2001年にトップチームに昇格し、プロデビューを果たす。一時、ボルシア・ドルトムントやアウクスブルクに移籍したが、2010年に再びパーダーボルンに戻ってくる。2014年には、正ゴールキーパーとしてクラブを1部に昇格させた。クラブは一年で2部に降格するが、クルーゼはクラブを見捨てることなく在籍し続けた。